# Ceratobia
Ceratobia is een geslacht van vlinders van de familie echte motten (Tineidae), uit de onderfamilie Tineinae.

## Soorten
- C. adzharica Zagulajev, 1974
- C. irakella (Petersen, 1959)
- C. kintrishica Zagulajev, 1974
- C. oxymora (Meyrick, 1919)
- C. ratjadae Passerin d'Entreves, 1978